# Ferrovia Eberswalde-Francoforte sull'Oder
La ferrovia Eberswalde-Francoforte sull'Oder è una linea ferroviaria tedesca, gestita dalla Deutsche Bahn.

## Storia
La linea venne attivata in quattro fasi:
- il 15 dicembre 1866 da Eberswalde a Wriezen;
- il 1º luglio 1876 da Wriezen a Letschin;
- il 1º gennaio 1877 da Letschin a Seelow;
- il 15 giugno 1877 da Seelow a Francoforte sull'Oder.[1]

## Caratteristiche
La linea è a interamente binario unico e non elettrificata.

### Percorso
| Straight track |

| Station on track |

| Unknown route-map component "ABZgl" |

| Small bridge over water |

| Station on track |

| Stop on track |

| Unknown route-map component "eABZg+l" |

| Station on track |

| Stop on track |

| Unknown route-map component "eABZg+l" |

|  | Station on track | Unknown route-map component "exKBHFa" |

|  | Unknown route-map component "eABZgr" | Unknown route-map component "exLSTR" |

|  | Straight track | Unknown route-map component "exSTRl" |

| Station on track |

| Unknown route-map component "eHST" |

| Station on track |

| Unknown route-map component "ABZgl" |

| Unknown route-map component "THSTo" |

| Station on track |

| Unknown route-map component "exSTR+r" | Straight track |  |

| Unknown route-map component "exBHF" | Unknown route-map component "eBHF" |  |

| Unknown route-map component "exSTRl" | Unknown route-map component "eKRZo" |  |

| Unknown route-map component "eHST" |

| Unknown route-map component "eHST" |

| Station on track |

| Unknown route-map component "eABZg+l" |

| Non-passenger station/depot on track |

| Unknown route-map component "BS2+l" | Unknown route-map component "eBS2+r" |

| Unknown route-map component "STR2" | Unknown route-map component "xSTR3u" |

| Unknown route-map component "xSTR+1u" | Unknown route-map component "STR+4" |

| Unknown route-map component "exABZgr+r" | Straight track |

| Unknown route-map component "exSTR" | Unknown route-map component "eHST" |

| Unknown route-map component "exDST" | Straight track |

| Unknown route-map component "exSTR+l" | Unknown route-map component "exABZgr" | Straight track |  |

| Unknown route-map component "exSTRl" | Unknown route-map component "exKRZo" | Unknown route-map component "eKRZo" |  |

| Unknown route-map component "exSTR" | Unknown route-map component "eHST" |

| Unknown route-map component "exSTR" | Unknown route-map component "eABZg+l" |

| Unknown route-map component "exSTR" | Unknown route-map component "eHST" |

| Unknown route-map component "eBS2l" | Unknown route-map component "BS2r" |

| Unknown route-map component "ABZg+r" |

| Station on track |

| Unknown route-map component "ABZglr" |

### Esplicative
1. ↑  Abbreviazione di Hauptbahnhof, "stazione centrale".
2. ↑  Abbreviazione di Abzweig, "bivio".
3. 1 2  Abbreviazione di Personenbahnhof, "stazione passeggeri".
4. ↑  Abbreviazione di Rangierbahnhof, "stazione di smistamento".

### Bibliografiche
1. 1 2  (DE) Berlin-Stettiner Eisenbahn, su bahnstrecken.de.
2. 1 2  (DE)  Eisenbahnatlas Deutschland, edizione 2009, Schweers + Wall